# Distrikt San Pedro de Chunán
Der Distrikt San Pedro de Chunán liegt in der Provinz Jauja in der Region Junín in Zentral-Peru. Der Distrikt wurde am 14. Dezember 1954 gegründet. Er besitzt eine Fläche von 8,7 km². Beim Zensus 2017 wurden 724 Einwohner gezählt. Im Jahr 1993 lag die Einwohnerzahl bei 1171, im Jahr 2007 bei 974. Sitz der Distriktverwaltung ist die etwa 3390 m hoch gelegene Ortschaft San Pedro de Chunán mit 721 Einwohnern (Stand 2017). San Pedro de Chunán befindet sich 5,5 km nordnordöstlich der Provinzhauptstadt Jauja.

## Geografische Lage
Der Distrikt San Pedro de Chunán befindet sich am Westrand der peruanischen Zentralkordillere nordzentral in der Provinz Jauja. Das Areal wird nach Süden zum Río Mantaro entwässert.
Der Distrikt San Pedro de Chunán grenzt im Süden an den Distrikt Pancán, im Westen an den Distrikt Paca sowie im Nordosten und im Osten an den Distrikt Yauli.